# Ревівське кладовище (Кременчук)
Ревівське кладовище (також Реївське або Староревівське кладовище) — кладовище в Кременчуці. Розташоване по вулиці Богдана Хмельницького в місцевості Ревівка на заході міста. Обмежене вулицями Богдана Хмельницького, Володимира Короленка, Проєктною та Водним провулком. Зі східної сторони межує з місциною Артсклади, де збереглися окремі захоронення старого Єврейського кладовища.

## Історія
Під час Першої світової війни на кладовищі ховали солдатів, і воно називалося «Солдатським».
До Жовтневого перевороту на кладовищі була капличка. Зараз від неї залишилися лише рештки фундаменту.
Станом на 2018 рік кладовище закрите. Підпоховання можливе лише за наявності дозволу.
Дві братські могили та окремі поховання відомих людей на території Ревівського кладовища мають статус пам'яток історії місцевого значення.

## Братські могили
- Братська могила радянських воїнів № 1 (біля ритуального майданчика)
- Братська могила радянських воїнів № 2 (західна частина)

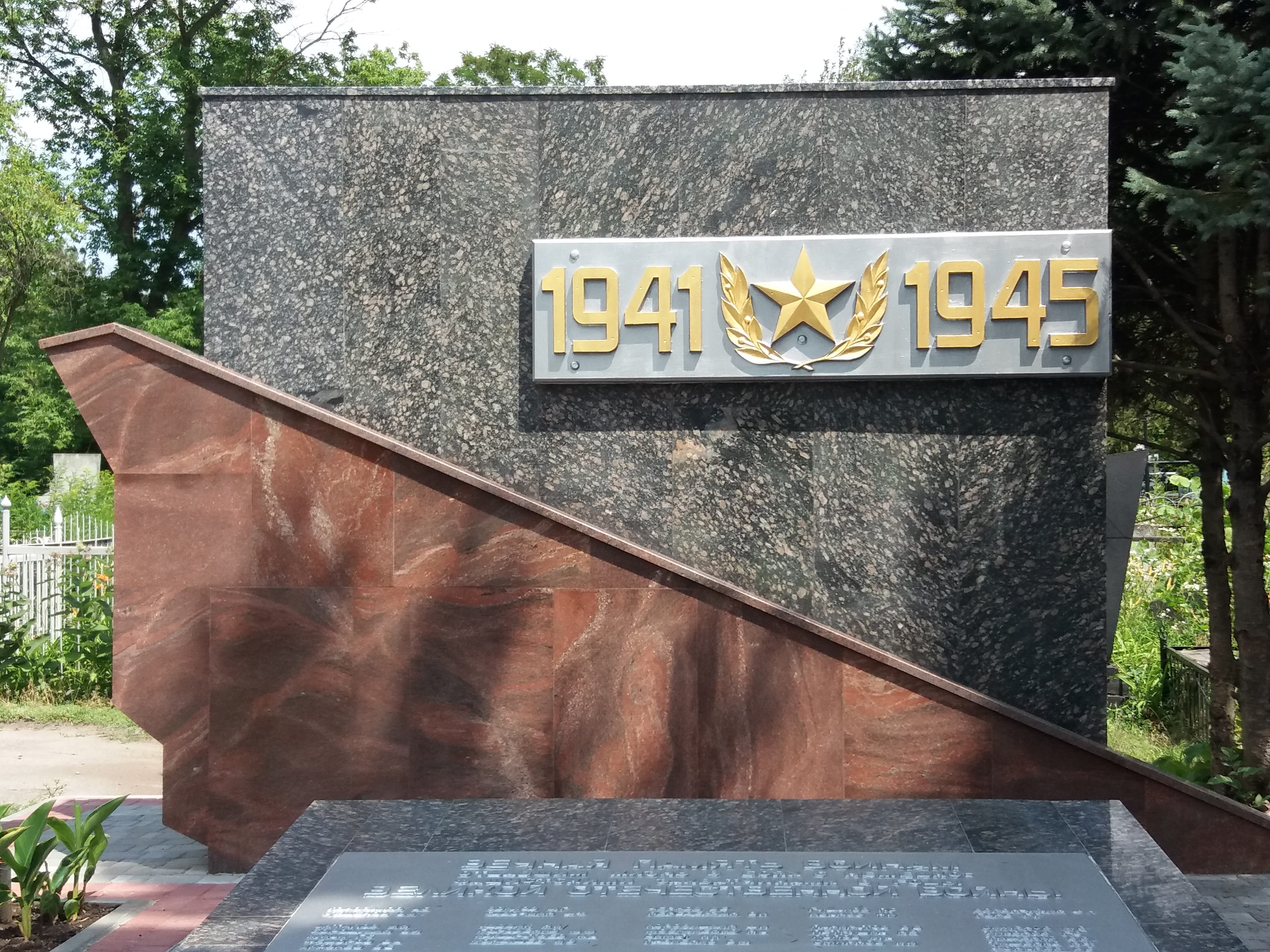
Братська могила радянських воїнів №1
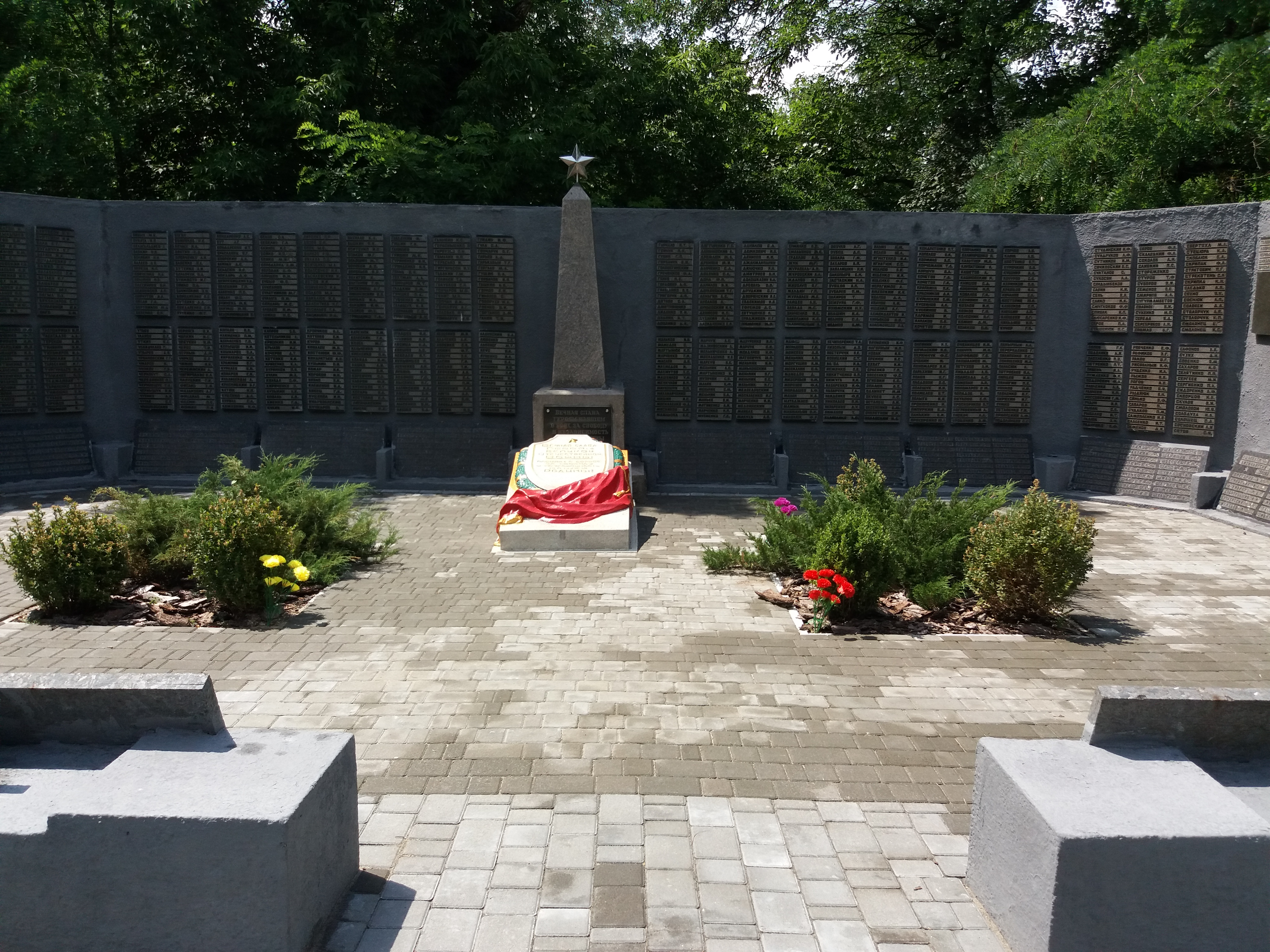
Братська могила радянських воїнів №2

## Поховані
- Бутирін Семен Андрійович — чекіст, перший почесний громадянин Кременчука
- Дімара Михайло Васильович — заслужений лікар УРСР, почесний громадянин Кременчука
- Дяченко Анатолій Давидович — графік, живописець та педагог
- Єпішов Георгій Якович — керівник комунального підприємства, почесний громадянин Кременчука
- Коротич Сергій Тарасович — педагог, почесний громадянин Кременчука
- Січний Іван Микитович — міліціонер та військовик, почесний громадянин Кременчука
- Федько Валентина Тимофіївна — український лікар, заслужений лікар УРСР